# Rogier Veenstra
Rogier Veenstra (Zevenaar, 17 september 1987) is een Nederlandse voetbaltrainer en voormalig voetballer. Hij speelde als aanvaller enige tijd voor NAC Breda. Per medio 2024 is hij hoofdtrainer van VV Kloetinge.

## Carrière

### Voetballer
Veenstra begon met voetballen bij de amateurclub DVV uit Duiven. Na enkele seizoenen bij de pupillen gespeeld te hebben verhuisde hij naar Middelburg, waar hij voor R.C.S. uitkwam. In 2001 werd hij op 14-jarige leeftijd naar NAC Breda gehaald. Daar heeft hij de jeugdopleiding doorlopen.
Zijn debuut in het eerste elftal maakte hij op 24 april 2006 in de wedstrijd tussen NAC Breda en TOP Oss (2-2). Veenstra kwam in de 84e minuut in het veld voor Johan Vonlanthen. Deze wedstrijd werd gespeeld in het kader van de play-offs voor promotie en degradatie. NAC Breda was zestiende geworden in de Eredivisie en moest spelen om degradatie te voorkomen. Uiteindelijk werden TOP Oss en FC Volendam aan de kant gezet. Veenstra speelde in twee play-off wedstrijden mee als invaller.
Met ingang van het seizoen 2006/07 behoorde Veenstra tot de eerste elftal van NAC Breda. Hij speelde dat seizoen acht competitiewedstrijden voor de Bredanaars. Daarin kwam hij niet tot scoren. Op 12 mei 2008 maakte Veenstra in het play-off duel tegen SC Heerenveen zijn eerste treffer in het betaalde voetbal. Voor eigen publiek tekende hij in de 85e minuut voor de 2-2.
In het seizoen 2008/09 werd hij verhuurd aan Excelsior Rotterdam en, met ingang van 15 januari 2009, aan HFC Haarlem. Bij die club maakte hij het seizoen af. Hierna keerde Veenstra terug bij NAC Breda. In het seizoen 2010/11 verruilde Veenstra het profvoetbal voor de amateurs van HSV Hoek, waarna een jaar later de overstap naar VV Kloetinge volgde.

### Voetbaltrainer
Na het beëindigen van zijn spelersloopbaan ging Veenstra verder als voetbaltrainer. Aanvankelijk in de jeugd bij JVOZ en later als hoofdtrainer bij Zeelandia Middelburg en VV GOES. Met die club promoveerde hij via de nacompetitie direct naar de Derde Divisie en won hij tevens de Districtsbeker Zuid I. In december 2018 liet Veenstra weten aan het einde van het seizoen te vertrekken bij GOES en een nieuwe uitdaging te zoeken. Kort daarna tekende hij een contract bij competitiegenoot ASWH.
De club uit Hendrik-Ido-Ambacht liet hij na drie seizoenen achter zich om aan de slag te gaan als hoofd jeugdopleiding bij zijn oude club Excelsior Rotterdam. Uiteindelijk kwam Veenstra tot de conclusie dat zijn ambities meer op het veld liggen dan achter een bureau, waardoor hij besloot zijn functie bij Excelsior neer te leggen en aan de slag te gaan als hoofdtrainer van VV Kloetinge. Dit ging hij combineren met werkzaamheden voor de Feyenoord Academy.

## Statistieken
| Seizoen | Club      | Competitie             | Duels | Goals |
| ------- | --------- | ---------------------- | ----- | ----- |
| 2005/06 | NAC Breda | Eredivisie             | 0     | 0     |
| 2006/07 | NAC Breda | Eredivisie             | 8     | 0     |
| 2007/08 | NAC Breda | Eredivisie             | 5     | 0     |
| 2008/09 | Excelsior | Eerste divisie         | 20    | 1     |
| 2008/09 | Haarlem   | Eerste divisie         | 12    | 2     |
| 2009/10 | NAC Breda | Eredivisie             | 0     | 0     |
| 2010/11 | Hoek      | Topklasse              | 0     | 0     |
| 2011/12 | Kloetinge | Zaterdag Hoofdklasse B | 15    | 2     |